# ピーター・スカリー
ピーター・ジェラルド・スカリー（英語: Peter Gerard Scully，1963年1月13日 - ）はオーストラリアの犯罪者、詐欺師、児童ポルノ制作者である。現在はフィリピンの刑務所に終身刑囚として収容されている。史上最も凶悪かつ残忍な小児性愛者として知られる。

## 略歴
元はメルボルンで無認可のオンライン・エスコート・サービスを運営し、フィリピン人女性をセックスワーカーとして提供していた。不動産に関する117件の詐欺に関与していたことによる逮捕から逃れるため、2011年に妻子を残してフィリピンのミンダナオ島に渡り、ダークウェブ上で性的虐待や拷問を受ける子供の映像(いわゆる「ハートコア(Hurtcore)」ビデオ)を有料配信するサイト兼プロダクション「No Limits Fun」を立ち上げた。
その中でも特に悪質な動画である「Daisy's Destruction」は以下の項目で簡易な概要を記す。
出演させられた被害者は75人に渡り、スカリーが貧困にあえぐ親を「子供に仕事や教育を与える」と騙して引き取るか、彼の2人のフィリピン人ガールフレンド(いずれもスカリーの性暴力を受けた過去を持つ)のカルメ・アン・アルバレスとリエジル・マルガロ・カスターニャなど女性の共犯者に勧誘を受けた。

## デイジー・デストラクション
「この世において史上最恐最悪な動画」や「世界で最も卑劣で悪質な動画」と言われる「デイジー・デストラクション(Daisy's Destruction)」は、「デイジーの破壊」と直訳され、そのあまりの下劣で倫理に欠如した悲惨な内容から、いわゆる「生きたメキシコ」などを始めとする「グロコンテンツ」及び「スナッフフィルム」界からも扱われることはタブーとされ、日本における知名度も低い。その内容は生後17ヶ月の女児「デイジー」を始めとする「リザ」「シンディ」の3人の乳幼児がスカリーらによって拷問、強姦、四肢切断、解剖、斬首、屍姦、解体、食人を受けるといった内容であり、その具体的内容は記述を避ける。ダークウェブ上において一本一万ドル(日本円で約150万円)で販売されていたこの動画は、スカリー逮捕後現在は当サイトが閉鎖され動画は削除されているが、ダークウェブ上における売買が完全に根絶されたわけではない。また当時事件調査に関与した捜査員はその後深く精神を病み心的外傷後ストレス障害を引き起こしたことが報告されている。なお「シンディ」はその後スカリーの自宅床から遺骨が発見されている。

## 逮捕
「Daisy's Destruction」はその残忍さからオランダ警察の対児童搾取チームが調査を行っていたが、2014年、スカリーの仲間で「最大手の児童ポルノ販売業者」と言われたマシュー・グラハムがメルボルンで逮捕され、彼のPCから「Daisy's Destruction」が発見されたことでオーストラリア連邦警察に認知され、その後フィリピン警察と協力して捜査が始まった。
2015年2月20日にスカリーは人身売買、強姦、殺人などで逮捕された。逮捕の直接のきっかけは、良心の呵責を取り戻したアルバレスが2人の被害者を解放し、彼女達が当局に通報したことにあった。スカリーは(フィリピンでは死刑が廃止されているため)最高刑に準し、懲役129年を宣告された(また、アルバレスとマルガロも終身刑相当の懲役を宣告された)。